# Østrigs parlament
Østrigs parlament er den lovgivende magt på føderalt niveau i Østrig. Parlamentet består af to selvstændige kamre. Disse kamrene er Nationalrådet som vælges af folket, og Forbundsrådet som består af repræsentanter valgt af landdagene (delstatsparlamenterne).

## Historie
Folkevalgte repræsentanters medvirkning til lovgivningen i Østrig begyndte i 1861 med Reichsrat. Dette blev fra 1867 Cisleithanias parlament og bestod af Herrenhaus og Abgeordnetenhaus. Parlamentsbygningen på Ringstrasse blev mødested for parlamentet fra 1883.
Almindelig stemmeret for mænd blev vedtaget i 1907 og i tillæg for kvinder i 1919. I 1920 vedtog Den konstituerende nationalforsamling Østrigs forfatning, som siden har været det retslige grundlag for Parlamentet. Forfatningen var ophævet i perioden 1933 til 1938 gennem diktaturet Stenderstaten fra 1933 til 1938 og under nationalsocialismen fra 1938 til 1945.